# フラット (記号)
フラット（英: flat）とは、西洋音楽の五線記譜法による楽譜で用いられる変化記号「♭」のこと。変記号（へんきごう）とも呼ばれ、半音さげることを表す。イタリア語ではベモッレ（bemolle）、フランス語ではベモル（bémol）、ドイツ語ではベー（b, Be）と呼ばれる。

## 形状
縦棒とその下端と中間を右側に引く曲線で構成される。音符の位置と曲線の位置が一致するように記述する。

## ダブルフラット
ダブルフラットはフラットを左右に接して並べた記号で半音さげ、さらに半音さげる記号である。
さらにフラットを並べた「トリプルフラット」もあり、結果として一全音半下げることになる。ニコライ・ロスラヴェッツの『ピアノソナタ第1番』（1914年）などで見られる。
ただし、一般にフラットを３つ以上使う意味はなく、別の表記を採用すれば済むのであって、このように３つ以上のフラットが書かれている場合は、そのような表記に妥当性が存在するかどうかの検討が必要である。

## 歴史
中世西洋音楽ではネウマ譜のほかにアルファベット1文字を使った音名が併用された。グイード・ダレッツォによる6音音階 (hexachord) の理論は全音階に近かったが、ロ音(B)のみは半音低い変ロ音が存在し、高い方を「硬いロ」(ラテン語: B durum)、低い方を「柔らかいロ」(B molle)と呼んだ。記号として硬いロを角ばったbで、柔らかいロを丸みを帯びたbで表した。前者がナチュラル記号、後者がフラット記号として現在まで伝わった。フラット記号を意味するイタリア語: bemolle、フランス語: bémolなどはラテン語で柔らかいロ音を意味する「B molle」に由来する。

## 文字コード
| 記号 | Unicode | JIS X 0213 | 文字参照            | 名称                             |
| ---- | ------- | ---------- | ------------------- | -------------------------------- |
| ♭    | U+266D  | 1-2-85     | &#x266D; &#9837;    | フラット music flat sign         |
| 𝄫    | U+1D12B | -          | &#x1D12B; &#119083; | musical symbol double flat       |
| 𝄬    | U+1D12C | -          | &#x1D12C; &#119084; | musical symbol flat up           |
| 𝄭    | U+1D12D | -          | &#x1D12D; &#119085; | musical symbol flat down         |
| 𝄳    | U+1D133 | -          | &#x1D133; &#119091; | musical symbol quarter tone flat |